# Рыба-мечта
«Рыба-мечта» — российский фильм 2016 года, дебютная полнометражная картина режиссёра Антона Бильжо, по его же сценарию.

## Сюжет
В тихий курортный городок Усть-Нарва на границе Эстонии и России приезжает питерский корректор Роман, но не отдыхать, а в тишине поработать над корректурой труда известного исследователя морской фауны. Здесь малоконтактный и замкнутый в себе Роман встречает в море таинственную обнаженную девушку. Хелена — «русалка» курорта, местная красавица. Но за её внимане Роману предстоит сразиться с местным плейбоем Марком. Но для героя, у которого стала профессиональной привичкой боязнь ошибиться, а героиня загадочна и непонятна как женщина, это потребует изменения мировоззрения.

## В ролях
- Владимир Мишуков — Роман
- Северия Янушаускайте — Хелена
- Максим Виторган — Марк
- Любовь Никкарь — Инна Георгиевна
- Юри Влассов — Вилли
- Тарво Вридолин — Финн
- Екатерина Новосёлова — Катя
- Анастасия Ануфриева — Валя
- Катарина Тамм — Аника
- Тийна Таурайте — Марика
- Диана Клас — Жанна
- Райн Тольк — смотритель
- Андрес Пуустусмаа — следователь
- Андрей Бильжо — врач

## Фестивали
- 2016 — XXVII кинофестиваль «Кинотавр» — участие в основной конкурсной программе[1]
- 2016 — Фестиваль российского кино в Онфлере — приз за лучшую мужскую роль (Владимир Мишуков)

## Показ
Предпремьерный показ прошёл 2 декабря 2016 года в Москве, в прокат фильм вышел 22 декабря числом в 38 копий, фильм посмотрели 1498 зрителей, кассовые сборы составили 435 974 рублей.

## Рецензии
- Алексей Литовченко — «Рыба-мечта»: ихтиологическая эротика на берегу Балтийского моря // Российская газета, 22 декабря 2016
- Борис Иванов — Рецензия на фильм «Рыба-мечта» // Фильм.ру, 9 декабря 2016
- Денис Рузаев — «Рыба-мечта». Режиссер — Антон Бильжо // Лента.ру, 23 декабря 2016
- Василий Степанов — «Мы на пути освобождения». Разговор о «Рыбе-мечте» // Сеанс, 25 декабря 2016
- Максим Туула — Антон Бильжо: «Мы сознательно выбрали путь минимализма и бедность как стиль» // Бюллетень кинопрокатчика, 10 июня 2016